# كيا كادينزا
| الصانع         | كيا                               |
| وتسمى أيضا     | كيا كي 7 (كوريا الجنوبية)         |
| إنتاج          | 2009 حتى الآن                     |
| الجسم والشاسيه |                                   |
| صف دراسي       | سيارة كاملة الحجم / سيارة تنفيذية |
| نمط الجسم      | سيدان 4 أبواب                     |
| نسق            | محرك أمامي ، دفع أمامي            |
| ذات صلة        | هيونداي جراندورهيونداي أسلان      |
| التسلسل الزمني |                                   |
| السلف          | كيا امانتي / أوبيروس              |

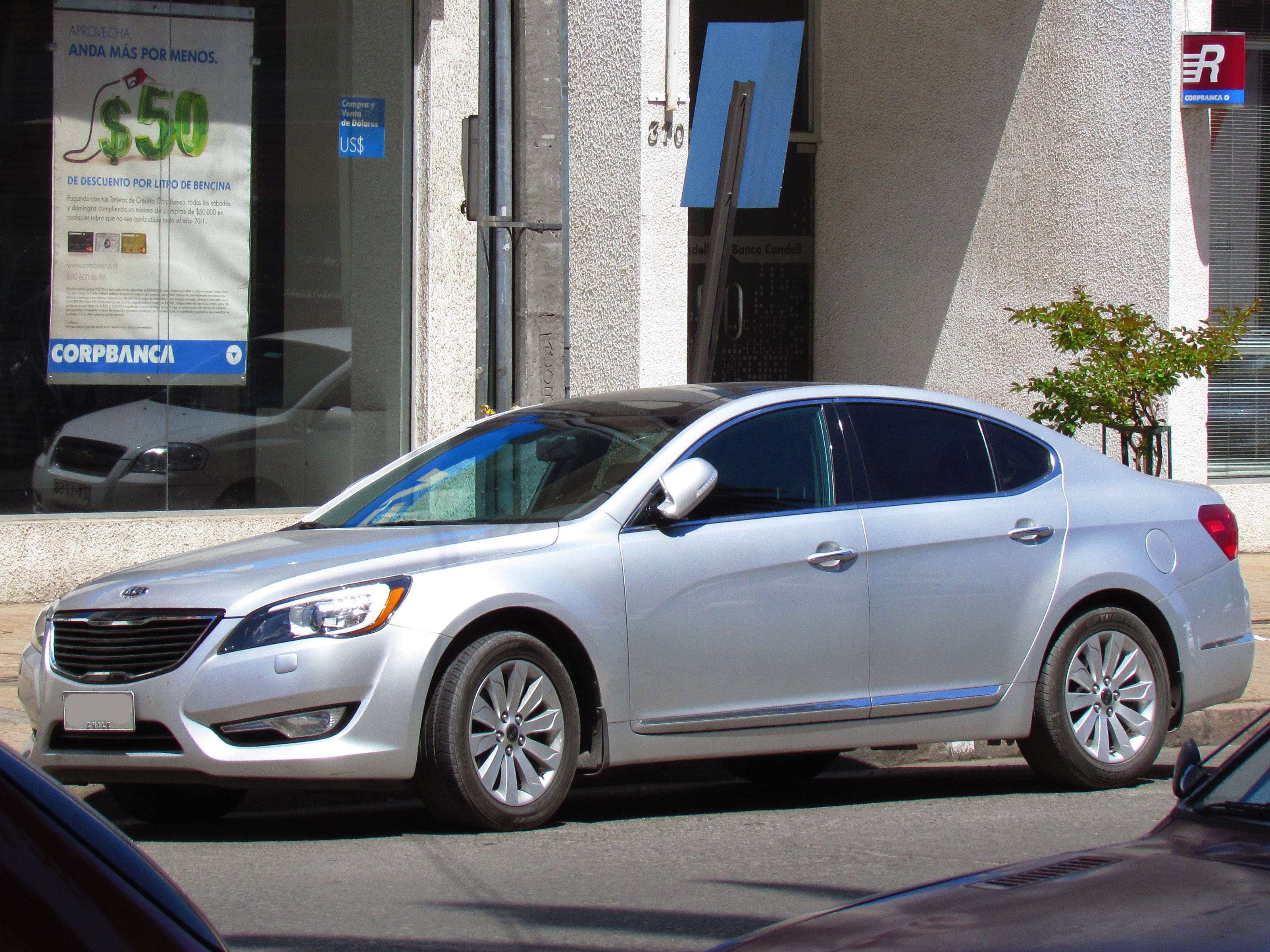

كيا كادينزا Kia Cadenza (المعروفة أيضاً في كوريا الجنوبية باسم كيا كي 7) هي سيارة سيدان كاملة الحجم / تنفيذية تصنعها كيا. تم إطلاقه في عام 2010 ليحل محل كيا اوبيروس. اعتباراً من يناير 2014، تم بيعها في كوريا الجنوبية والولايات المتحدة وكندا والصين وكولومبيا والبرازيل وتشيلي والشرق الأوسط.
كيا كادينزا أو كيا 7 هي سيارة سيدان كورية رياضية فاخرة. تتمتع السيارة بالقوة والفخامة بتصميم انسيابي ونوافذ مصممة بطريقة ديناميكية، يضاف إلى ذلك الإطارات الكبيرة.

## المواصفات العامة
كادينزا أحتفظت بشكل السيارة التقليدي، القائم على مبدأ الثلاثة صناديق، لكن تم تعديله إلى تصميم أكثر انسيابية وحيوية. فنرى مقدمة السيارة، تستخدم أضواء الموحدات المضيئة صمام ثنائي باعث للضوء من الجيل الثاني لتحديد عرض السيارة. أما في المؤخرة تضم تشكيلة المصابيح أضواء صمام ثنائي باعث للضوء والتي بدورها تعمل على تعزيز الشكل الرياضي للسيارة، جنباً إلى جنب مع كاتم الصوت الخاص بنظام العادم المصمم على هيئة مستطيلة، وقد تم دمجه في المصدّ الخلفى لانطباع رياضي أفضل.
تأتي كادينزا بقائمة مكونة من ثلاثة المحركات جميعها تعمل على البنزين، ويتراوح إنتاج تلك المحركات مابين 165 حصاناً إلى 290 حصان، وتتضمن تلك القائمة المحرك الجديد من طراز ثيتا 2 بسعة 2.4 لتر والذي يتضمن نظام حقن الوقود المتطور محركات الحقن المباشر للبنزين لتصبح حصيلته النهائية 201 حصان كما ينضم المحرك سداسى الإسطوانات بسعة 3.5 لتر من طراز لمبادا والذي يوفر قوة تصل إلى 290 حصان.
وقد حصلت كيا كادينزا في 2017 على جيل جديد وشكل جديد كلياً بمحرك 6 اسطوانات بسعة 3.3 لتر ومحرك جي دي آي جديد يختلف عن ما كان في طراز 2016.
وحسب المصادر، سوف تحصل كيا كادينزا أو كي7 على جيل جديد في عام 2022 ولكن لم يحين موعد الكشف حتى الآن.

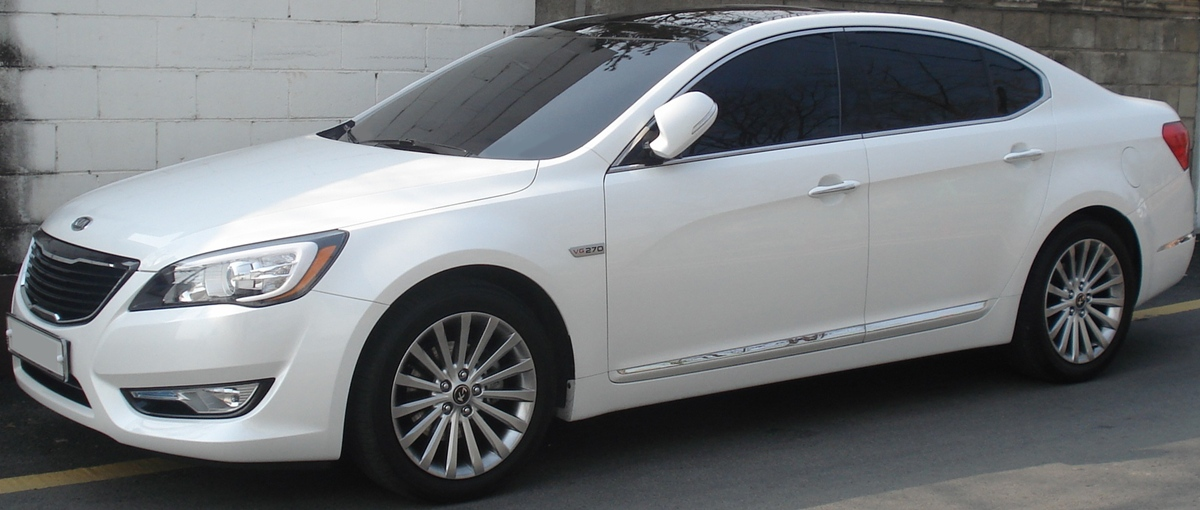
الجيل الأول كيا كي 7

| الصانع            | كيا                                                                  |
| وتسمى أيضا        | كيا K7 (كوريا الجنوبية)                                              |
| إنتاج             | 2009 - 2016                                                          |
| سنوات النموذج     | 2010-2016                                                            |
| المجسم            | كوريا الجنوبية: هواسونغ( مصنع هواسونغ)كازاخستان: أوسكومن (Azia Avto) |
| مصمم              | بيتر شراير                                                           |
| الجسم والشاسيه    |                                                                      |
| نمط الجسم         | سيدان 4 أبواب                                                        |
| نسق               | محرك أمامي ، دفع أمامي                                               |
| مجموعة نقل الحركة |                                                                      |
| الانتقال          | 6 سرعات أوتوماتيكية                                                  |
| الأبعاد           |                                                                      |
| قاعدة العجلات     | 2،845 مم (112.0 بوصة)                                                |
| الطول             | 4،965 مم (195.5 بوصة)                                                |
| عرض               | 1،850 مم (72.8 بوصة)                                                 |
| ارتفاع            | 1،475 مم (58.1 بوصة)                                                 |
| كبح الوزن         | 1،505–1690 كجم (3318-3726 رطلاً)                                      |

## الجيل الأول

### الجيل الأول (ڤي جي 2009)
تستخدم كادينزا منصة نوع إن الجديدة ذات الدفع بالعجلات الأمامية. مع نظام التعليق الأمامي ماك بيرسون ونظام التعليق الخلفي متعدد الوصلات. سيتم تقديم كادينزا بثلاثة محركات بنزين تتراوح من 165 حصاناً إلى 290 حصاناً لـلامبدا سعة 3.5 لتراً، بما في ذلك محرك ثيتا الجديد سعة 2.4 لتر مع الحقن المباشر للبنزين (جي دي آي) و201 حصان. يتوفر المحرك الهجين كي 7 700حصان في كوريا، بمحرك رباعي الأسطوانات 159 حصان ومحرك كهربائي بقدرة 35 كيلو وات.
تم تصميم كيا كادينزا من قبل رئيس التصميم في كيا بيتر شراير الذي كان كبير المصممين في أودي ويستخدم شبكة تايغر نوس التابعة لكيا.

### الولايات المتحدة
في يناير 2013، أعلنت كيا أن كادينزا ستكون متاحة في الولايات المتحدة. إنها نسخة كيا من هيونداي أزيرا. ستتضمن الميزات القياسية مقاعد جلدية، وبلوتوث، ونظام ملاحة، وكيا يو في او، وعجلات معدنية، وغيرها من ميزات السيارات الفاخرة.
ستكون هذه واحدة من أربع سيارات سيدان فاخرة كورية تباع في الولايات المتحدة، أما الثلاث سيارات الأخرى فهي هيونداي جينيسيس، وكيا كي 900 وهيونداي إيكوس، والتي يتم بيعها حالياً في الولايات المتحدة، ويتم تصنيعها من قبل هيونداي وكيا.
تتميز السيارة بمقاعد جلد نابا، وهي ميزة شائعة في السيارات الأكثر تكلفة مثل سيارات بي إم دبليو ومرسيدس بنز. يتوفر جلد نابا بثلاثة ألوان: الأسود، البيج، أو الأبيض (يتطلب التصميم الداخلي الأبيض جميع الحزم الثلاثة المتوفرة في كادينزا: الحزم الداخلية الفاخرة والتكنولوجيا والأبيض). مقعد السائق مُدفأ وجيد التهوية، ومقعد الراكب مُدفأ. يمكن أيضاً تسخين المقاعد الخلفية. فتحة سقف مزدوجة متوفرة. تتميز السيارة بمحرك V6 سعة 3.3 لتر و294 حصان، وهو أقوى محرك متوفر لسيارة كادينزا. يتم استخدام المحرك في زميل منصة كادينزا، هيونداي أزيرا، وهو محرك مبني من هيونداي من عائلة محركات لامبدا.

### المحركات

#### البنزين
| الموديل                            | السنة       | ناقل الحركة       | القوة - الطاقة                                            | عزم الدوران (د.ق \ دورة في الدقيقة)                |
| ---------------------------------- | ----------- | ----------------- | --------------------------------------------------------- | -------------------------------------------------- |
| ثيتا 2 2.4 لتر (إم بي آي)          | 2009 - 2011 | 6 سرعات أوتوماتيك | 180 حصان (132 كيلوواط، 178 حصان) عند 6000 دورة في الدقيقة | 23.5 كجم (230 نيوتن متر؛ 170 رطل قدم) عند 4000 د.ق |
| ثيتا 2 2.4 لتر (إم بي آي - هايبرد) | 2013 - 2016 | 6 سرعات أوتوماتيك | 200 حصان (147 كيلوواط، 197 حصان) عند 5500 دورة في الدقيقة | 25.5 كجم (250 نيوتن متر؛ 184 رطل قدم) عند 4000 د.ق |
| ثيتا 2 2.4 لتر (جي دي آي)          | 2011 - 2016 | 6 سرعات أوتوماتيك | 201 حصان (148 كيلوواط، 198 حصان) عند 6300 دورة في الدقيقة | 25.5 كجم (250 نيوتن متر؛ 184 رطل قدم) عند 4000 د.ق |
| مو 2.7 لتر (إم بي آي)              | 2009 - 2011 | 6 سرعات أوتوماتيك | 200 حصان (147 كيلوواط، 197 حصان) عند 6000 دورة في الدقيقة | 26.0 كجم (255 نيوتن متر؛ 188 رطل قدم) عند 4000 د.ق |
| لامباد 2 - 3 لتر (جي دي آي)        | 2011 - 2016 | 6 سرعات أوتوماتيك | 270 حصان (199 كيلوواط، 266 حصان) عند 6400 دورة في الدقيقة | 31.6 كجم (310 نيوتن متر؛ 229 رطل قدم) عند 4000 د.ق |
| لامباد 2 - 3 لتر (جي دي آي)        | 2011 - 2016 | 6 سرعات أوتوماتيك | 294 حصان (216 كيلوواط، 290 حصان) عند 6400 دورة في الدقيقة | 35.3 كجم (346 نيوتن متر؛ 255 رطل قدم) عند 4000 د.ق |
| لامباد 2 - 3.5 لتر (إم بي آي)      | 2009 - 2016 | 6 سرعات أوتوماتيك | 290 حصان (132 كيلوواط، 286 حصان) عند 6600 دورة في الدقيقة | 34.5 كجم (338 نيوتن متر؛ 250 رطل قدم) عند 4000 د.ق |

#### ل.ب.جي
| الموديل                    | السنة       | ناقل الحركة       | القوة - الطاقة                                            | عزم الدوران (د.ق \ دورة في الدقيقة)                |
| -------------------------- | ----------- | ----------------- | --------------------------------------------------------- | -------------------------------------------------- |
| مو 2.7 لتر ل.ب.آي          | 2009 - 2011 | 6 سرعات أوتوماتيك | 165 حصان (121 كيلوواط، 163 حصان) عند 5200 دورة في الدقيقة | 25.0 كجم (245 نيوتن متر؛ 181 رطل قدم) عند 4000 د.ق |
| لامباد 2 - 3 لتر (ل.ب. آي) | 2011 - 2016 | 6 سرعات أوتوماتيك | 235 حصان (173 كيلوواط، 232 حصان) عند 6000 دورة في الدقيقة | 28.6 كجم (280 نيوتن متر؛ 207 رطل قدم) عند 4500 د.ق |

### المعرض

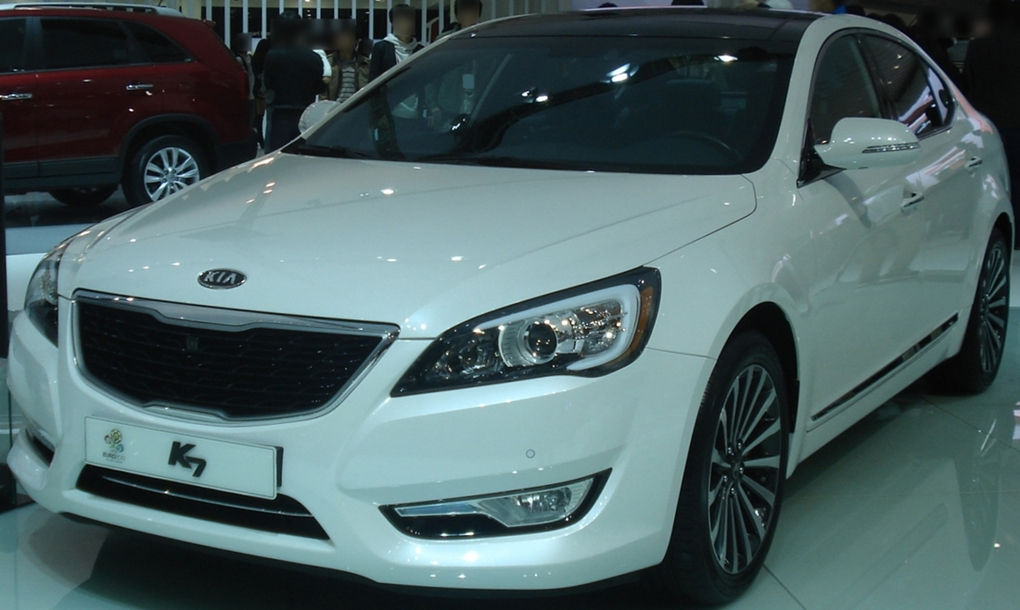
كيا K7
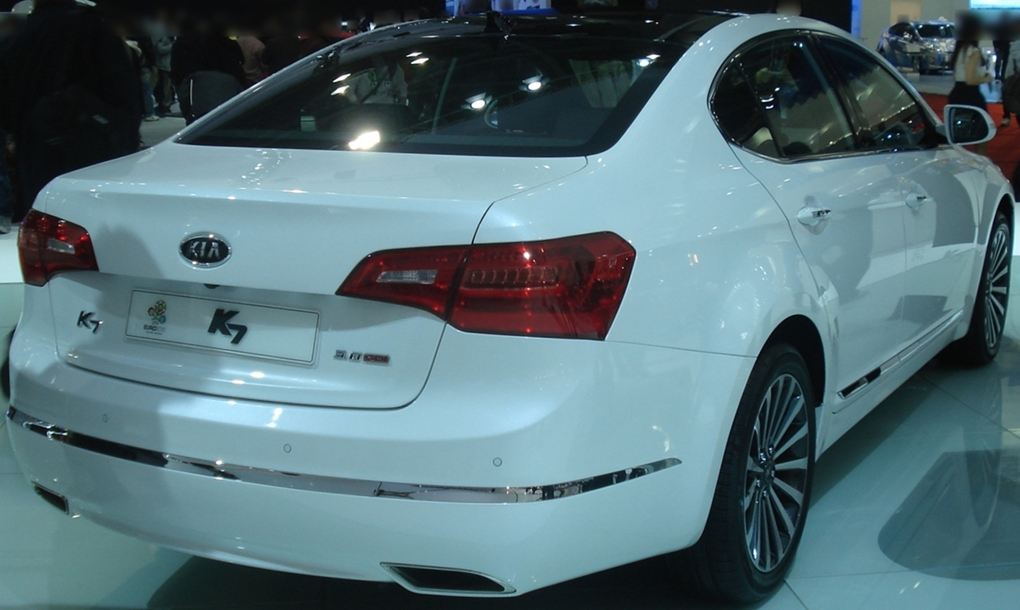
كيا K7

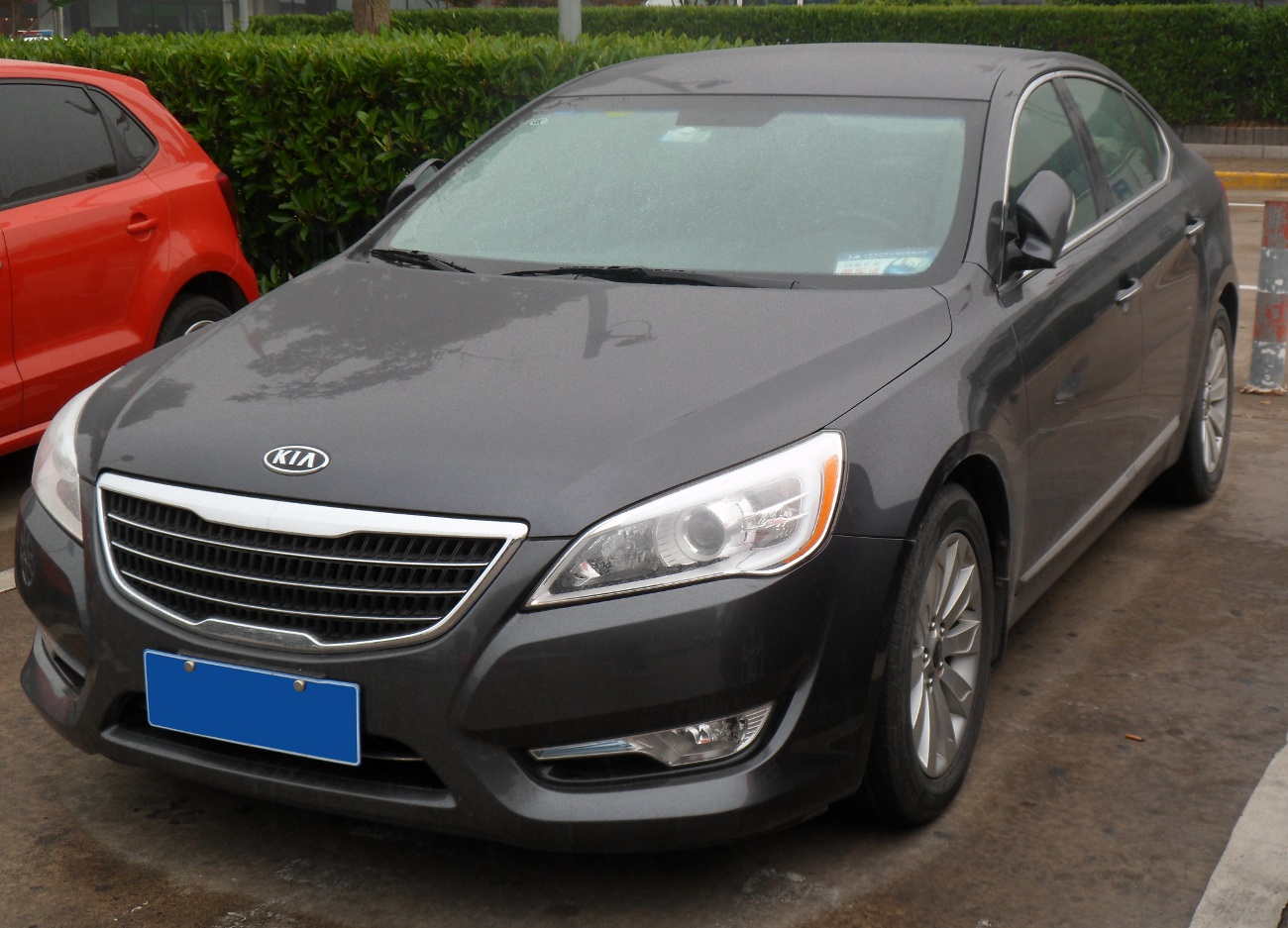
كيا كادينزا في جي (2012) في الصين
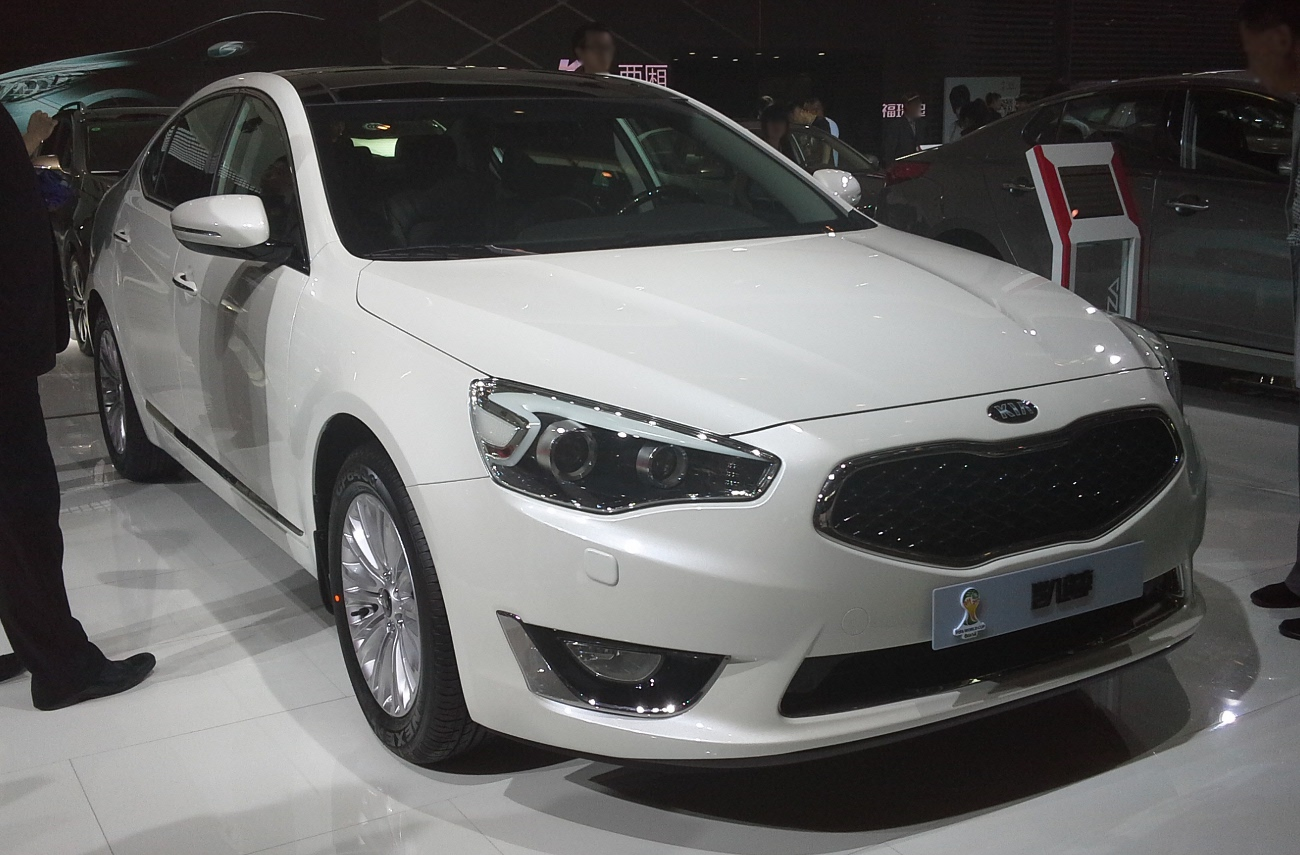
كيا كادينزا في جي (2014) في الصين

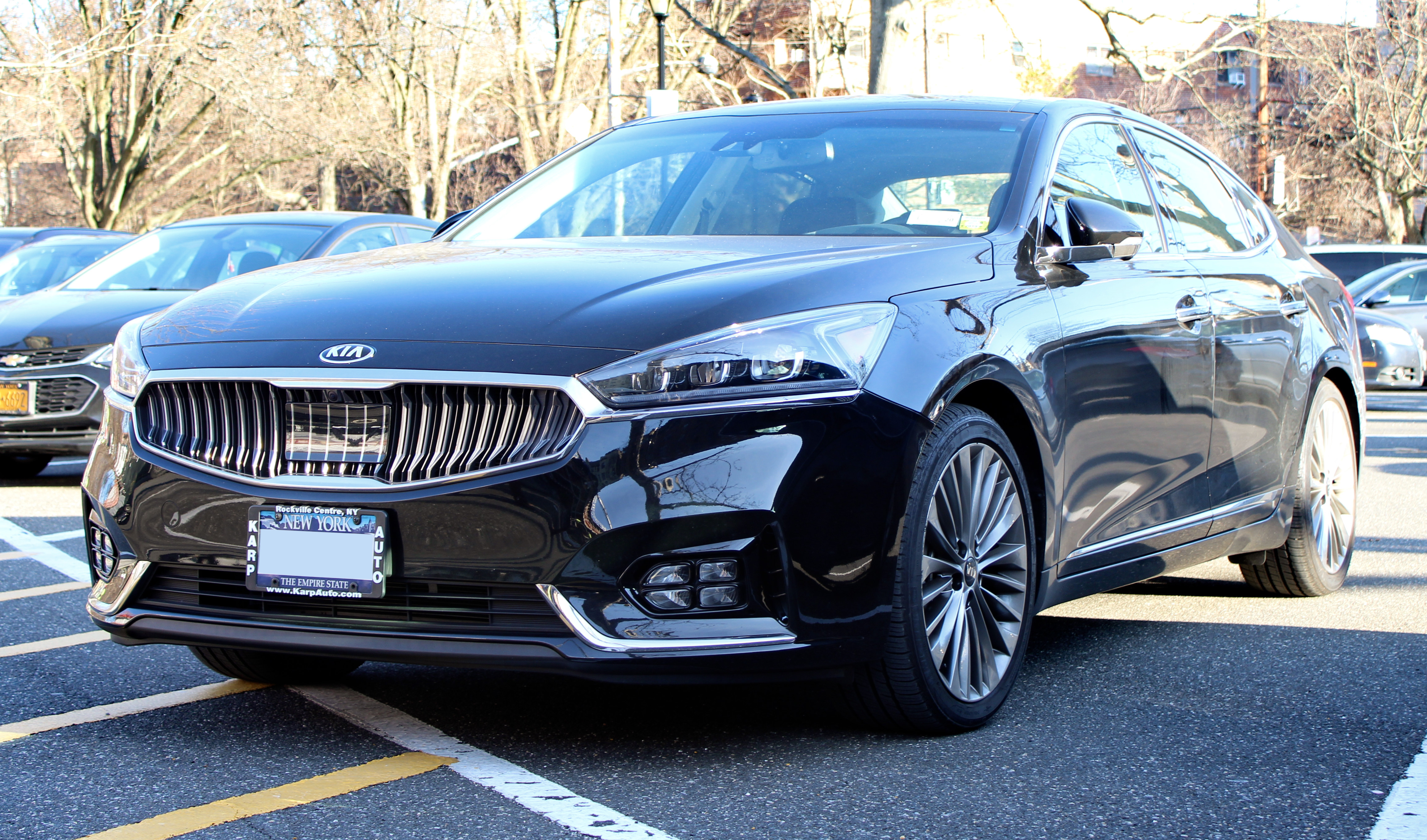
الجيل الثاني كيا كي 7

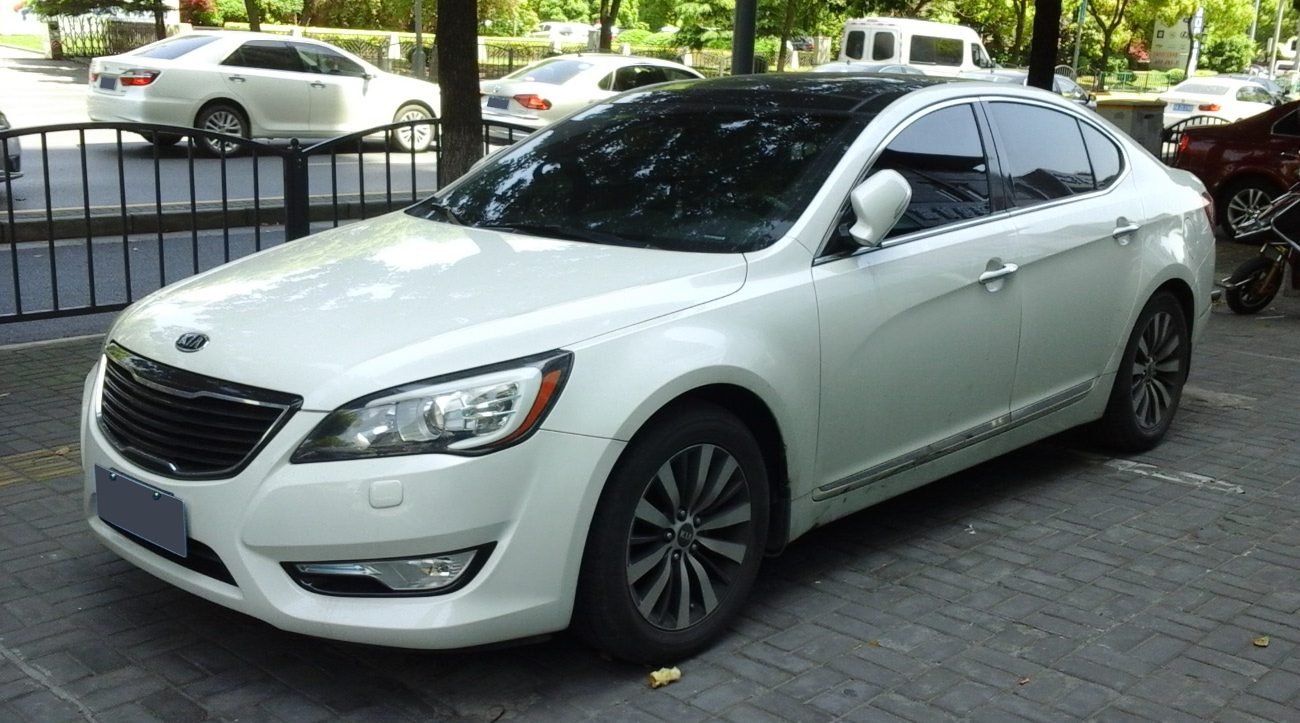
كيا كادينزا في جي (2016) في الصين
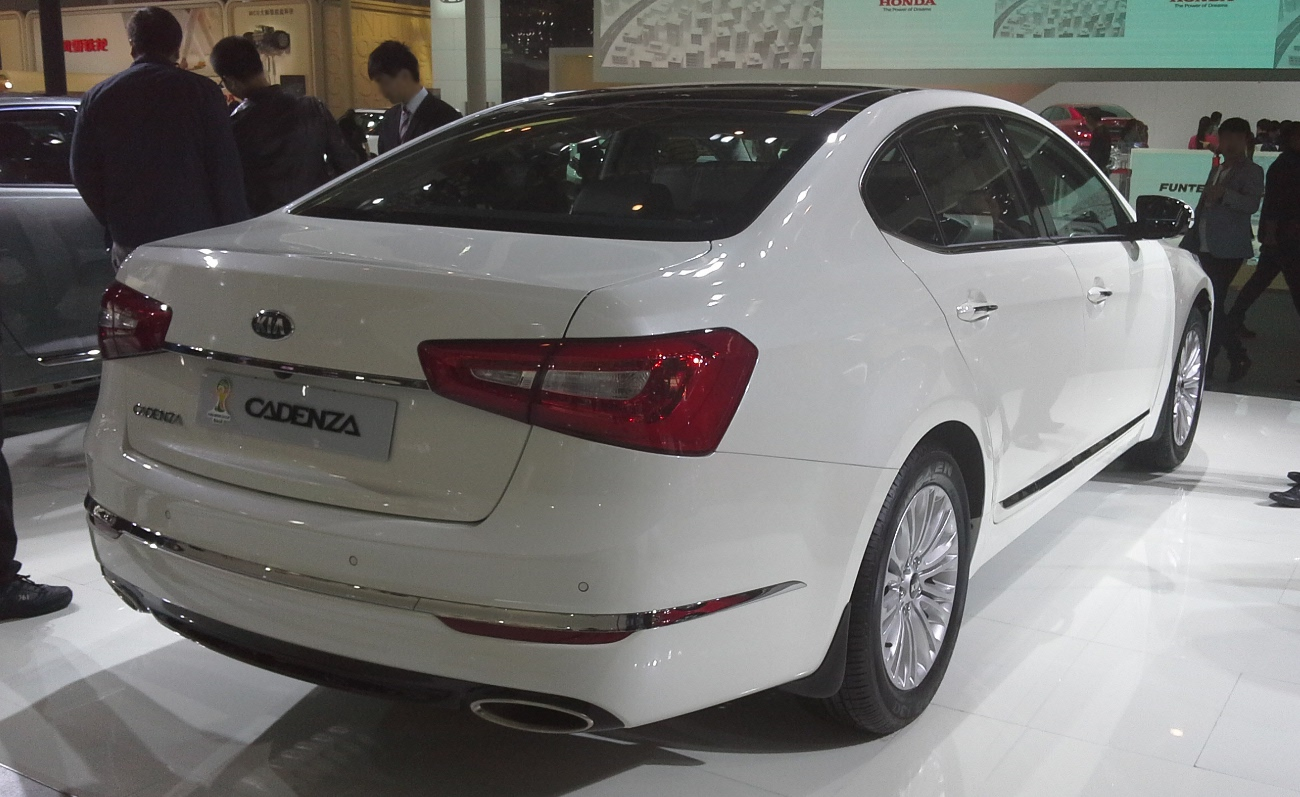
كيا كادينزا في جي (2014) في الصين

| الصانع            | كيا                                                                              |
| وتسمى أيضا        | كيا K7 (كوريا الجنوبية)                                                          |
| إنتاج             | 2016 إلى الوقت الحاضر                                                            |
| سنوات النموذج     | 2017 إلى الوقت الحاضر                                                            |
| المجسم            | كوريا الجنوبية: هواسونغ( مصنع هواسونغ )                                          |
| مصمم              | بيتر شراير                                                                       |
| الجسم والشاسيه    |                                                                                  |
| نمط الجسم         | سيدان 4 أبواب                                                                    |
| نسق               | محرك أمامي ، دفع أمامي                                                           |
| مجموعة نقل الحركة |                                                                                  |
| محرك كهربائي      | 38 kW محرك مغناطيسي دائم عالي الكثافة                                            |
| الانتقال          | 6 سرعات أوتوماتيكي8 سرعات أوتوماتيكي                                             |
| البطارية          | 1.76 كيلو واط ساعة ليثيوم أيون بوليمر                                            |
| الأبعاد           |                                                                                  |
| قاعدة العجلات     | 2،855 مم (112.4 بوصة)                                                            |
| الطول             | 4،970 ملم (195.7 بوصة) (2016-2019)4،995 ملم (196.7 بوصة) (2020 إلى الوقت الحاضر) |
| عرض               | 1،870 مم (73.6 بوصة)                                                             |
| ارتفاع            | 1،470 مم (57.9 بوصة)                                                             |
| كبح الوزن         | 1،555 - 1،730 كجم (3،428 - 3،814 رطلاً                                            |

## الجيل الثاني

### الجيل الثاني (واي جي 2016)
تم إصدار الجيل الثاني من كيا كادينزا في خريف 2016، وقد أعاد بيتر شراير تصميمه. يتم تقديم السيارة بمحرك V6 مُعدّل 3.3 لتر يولد 290 حصاناً (294 حصاناً، 216 كيلو واط). بصرف النظر عن ناقل الحركة الأوتوماتيكي بست سرعات، يتم تقديم كادينزا مع ناقل حركة أوتوماتيكي جديد من 8 سرعات مطور داخلياً مع نظام تحديد وضع القيادة.

## الجيل الثالث

### تحديث 2019
تلقت كادينزا عملية تجميل في يونيو 2019. وتشمل التغييرات الميكانيكية محرك جي 2.5 لتر سمارت ستريم جديداً ليحل محل محرك 2.4 لتر ثيتا 2 جي دي آي، بينما يحل محرك  لامبدا 2 إم بي آي سعة 3.5 لتراً محل محرك لامبدا 2 جي دي آي 3.3 لتر في بعض المناطق.
بالنسبة للتصميم، يشتمل التحديث على شبكة جديدة وغطاء محرك جديد، ومصدات أمامية وخلفية جديدة، وتصميم جديد للعجلات وشاشة لمس معلومات وترفيهية جديدة مقاس 12.3 بوصة.
تم إيقاف إنتاج سيارة كادينزا في كندا بعد طراز العام 2019، وفي الولايات المتحدة بعد طراز العام 2020. وأشارت كيا إلى تحول السوق من السيارات الكبيرة إلى سيارات الكروس أوفر وسيارات الدفع الرباعي.

### المحركات

#### البنزين
| الموديل                           | السنة                   | ناقل الحركة       | القوة - الطاقة (د.ق \ دورة في الدقيقة)        | عزم الدوران (د.ق \ دورة في الدقيقة)                |
| --------------------------------- | ----------------------- | ----------------- | --------------------------------------------- | -------------------------------------------------- |
| ثيتا 2 2.4 لتر (جي دي آي)         | 2016 - 2019             | 6 سرعات أوتوماتيك | 190 حصان (140 كيلوواط، 187 حصان) عند 6000 د.ق | 24.6 كجم (241 نيوتن متر؛ 178 رطل قدم) عند 4000 د.ق |
| سمارت ستريم جي 2.5 لتر (جي دي آي) | 2019 - حتى الوقت الحالي | 8 سرعات أوتوماتيك | 198 حصان (146 كيلوواط، 195 حصان) عند 6100 د.ق | 25.3 كجم (248 نيوتن متر؛ 183 رطل قدم) عند 4000 د.ق |
| لامباد 2 - 3 لتر (جي دي آي)       | 2018 - حتى الوقت الحالي | 8 سرعات أوتوماتيك | 266 حصان (196 كيلوواط، 262 حصان) عند 6400 د.ق | 31.4 كجم (308 نيوتن متر؛ 227 رطل قدم) عند 5300 د.ق |
| لامباد 2 - 3.3 لتر (إم بي آي)     | 2016 - 2019             | 6 سرعات أوتوماتيك | 277 حصان (199 كيلوواط، 266 حصان) عند 6400 د.ق | 32.4 كجم (318 نيوتن متر؛ 234 رطل قدم) عند 4500 د.ق |
| لامباد 2 - 3.3 لتر (جي دي آي)     | 2016 - حتى الوقت الحالي | 8 سرعات أوتوماتيك | 284 حصان (209 كيلوواط، 280 حصان) عند 6400 د.ق | 34.3 كجم (336 نيوتن متر؛ 284 رطل قدم) عند 5200 د.ق |
| لامباد 2 - 3.3 لتر (جي دي آي)     | 2016 - حتى الوقت الحالي | 8 سرعات أوتوماتيك | 294 حصان (216 كيلوواط، 290 حصان) عند 6400 د.ق | 35.0 كجم (343 نيوتن متر؛ 253 رطل قدم) عند 5200 د.ق |
| لامباد 2 - 3.5 لتر (إم بي آي)     | 2020 - حتى الوقت الحالي | 8 سرعات أوتوماتيك | 290 حصان (213 كيلوواط، 286 حصان) عند 6600 د.ق | 34.5 كجم (338 نيوتن متر؛ 250 رطل قدم) عند 5000 د.ق |

#### الهايبرد
| الموديل                          | السنة                   | ناقل الحركة       | القوة - الطاقة (د.ق \ دورة في الدقيقة)        | عزم الدوران (د.ق \ دورة في الدقيقة)                |
| -------------------------------- | ----------------------- | ----------------- | --------------------------------------------- | -------------------------------------------------- |
| ثيتا 2 2.4 لتر (إي بي آي) هايبرد | 2016 - حتى الوقت الحالي | 6 سرعات أوتوماتيك | 200 حصان (147 كيلوواط، 197 حصان) عند 5500 د.ق | 25.0 كجم (245 نيوتن متر؛ 181 رطل قدم) عند 4000 د.ق |

#### ل.ب.جي
| الموديل                    | السنة                   | ناقل الحركة       | القوة - الطاقة (د.ق \ دورة في الدقيقة)        | عزم الدوران (د.ق \ دورة في الدقيقة)                |
| -------------------------- | ----------------------- | ----------------- | --------------------------------------------- | -------------------------------------------------- |
| لامباد 2 - 3 لتر (ل.ب. آي) | 2016 - حتى الوقت الحالي | 6 سرعات أوتوماتيك | 235 حصان (173 كيلوواط، 232 حصان) عند 6000 د.ق | 28.6 كجم (280 نيوتن متر؛ 207 رطل قدم) عند 4500 د.ق |

#### الديزل
| الموديل               | السنة             | ناقل الحركة       | القوة - الطاقة (د.ق \ دورة في الدقيقة)        | عزم الدوران (د.ق \ دورة في الدقيقة)                       |
| --------------------- | ----------------- | ----------------- | --------------------------------------------- | --------------------------------------------------------- |
| آر 2 2.2 لتر س.ر.د.آي | 2016 - حتى - 2020 | 8 سرعات أوتوماتيك | 202 حصان (149 كيلوواط، 199 حصان) عند 3800 د.ق | 45.0 كجم (441 نيوتن متر؛ 325 رطل قدم) عند 1750 - 2750 د.ق |

### الأمان
حصل كادينزا على تصنيف «أفضل اختيار للسلامة+» من معهد التأمين للسلامة على الطرق السريعة.
| الإختبار                                     | التقييم   |
| -------------------------------------------- | --------- |
| بشكل عام                                     | 5/5 stars |
| تداخل صغير من الأمام                         | جيد       |
| معتدل تداخل الجبهة                           | جيد       |
| الجانب                                       | جيد       |
| قوة السقف                                    | جيد       |
| مساند الرأس والمقاعد                         | جيد       |
| منع الاصطدام الأمامي                         | متفوق     |
| المصابيح الأمامية                            | مقبول     |
| مثبتات مقاعد الأطفال (مزلاج) سهولة الاستخدام | هامشي     |

### المعرض

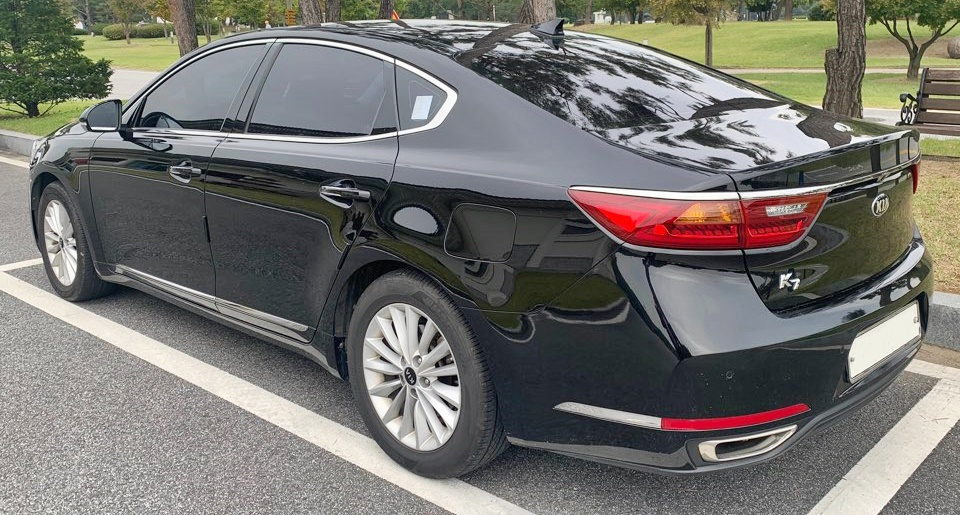
كيا كي 7
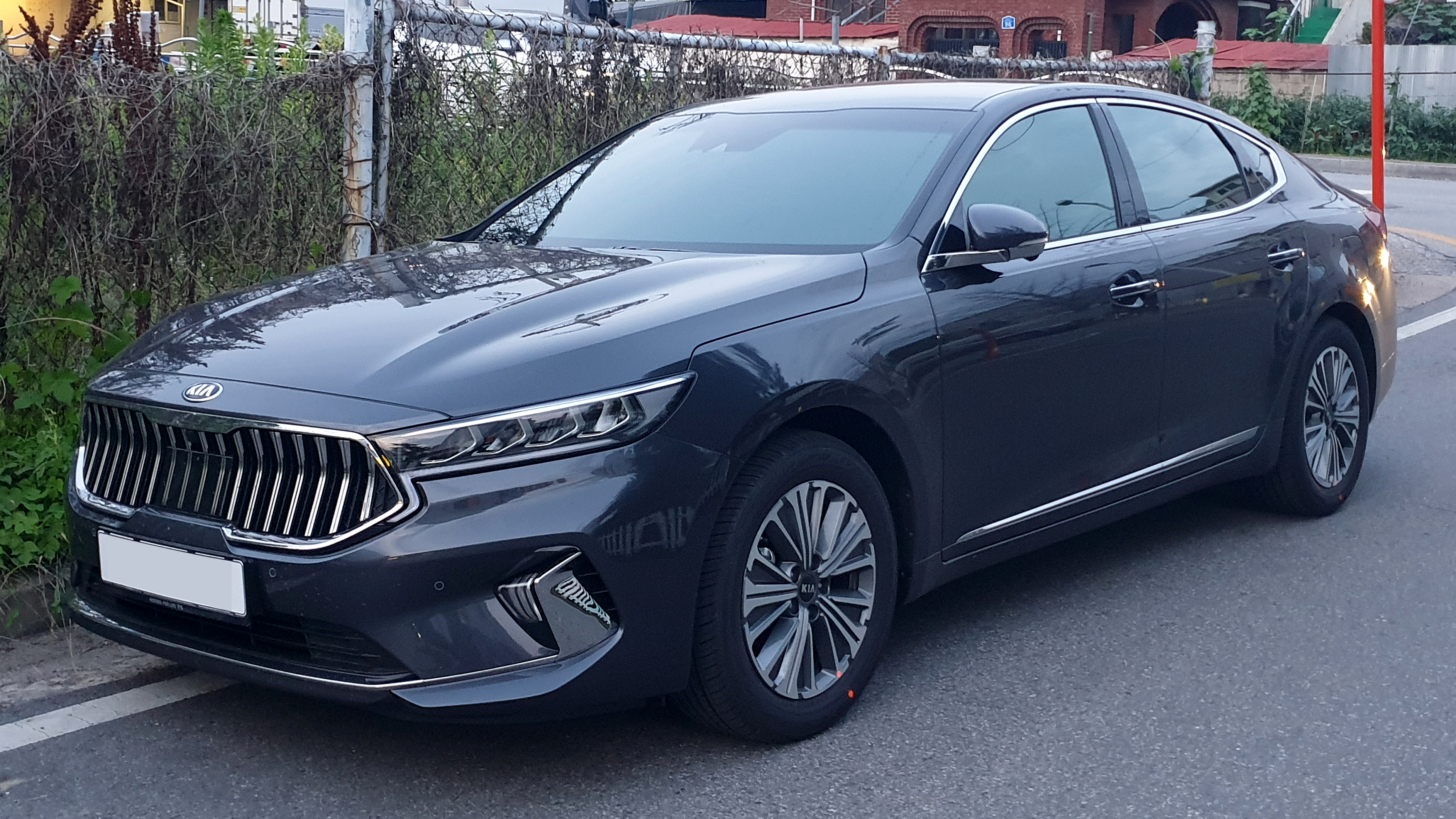
كيا كي 7 هايبرد (الواجهة)
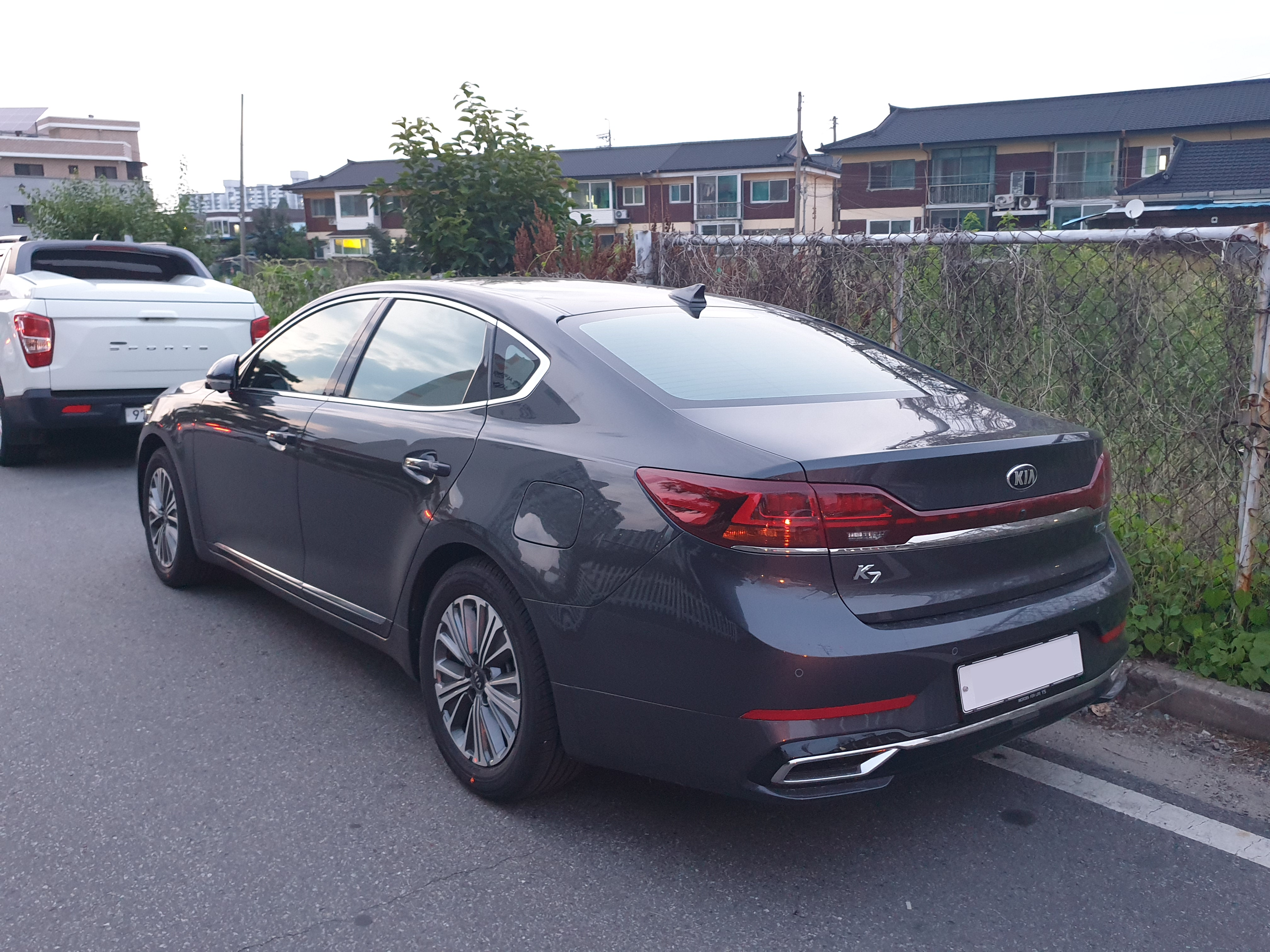
كيا كي 7 هايبرد

## المبيعات
| العام | كوريا الجنوبية | الولايات المتحدة |
| 2010  | 42.544         | لا معلومات       |
| 2011  | 23.708         | لا معلومات       |
| 2012  | 20,169         | لا معلومات       |
| 2013  | 25,330         | 8,626            |
| 2014  | 22,453         | 9,267            |
| 2015  | 20,805         | 7,343            |
| 2016  | 56,060         | 4,738            |
| 2017  | 46,578         | 7,249            |
| 2018  | 40,978         | 4,507            |
| 2019  | 55,839         | 1,630            |
| 2020  | 41,048         | 1,265            |

## روابط خارجية
الموقع الرسمي (باللغة الإنجليزية)
الموقع الرسمي (الولايات المتحدة الأمريكية)

## المعرض
- كيا K7
- كيا K7